# Polje-Bijela
Polje-Bijela är en ort i Bosnien och Hercegovina.   Den ligger i entiteten Federationen Bosnien och Hercegovina, i den centrala delen av landet, 40 km sydväst om huvudstaden Sarajevo. Polje-Bijela ligger 339 meter över havet och antalet invånare är 1 078.
Terrängen runt Polje-Bijela är kuperad åt nordost, men åt sydväst är den bergig. Polje-Bijela ligger nere i en dal. Närmaste större samhälle är Konjic, 2,2 km norr om Polje-Bijela. 
Omgivningarna runt Polje-Bijela är en mosaik av jordbruksmark och naturlig växtlighet. Runt Polje-Bijela är det ganska tätbefolkat, med 93 invånare per kvadratkilometer.